# سیارک ۱۲۳۷۳
سیارک ۱۲۳۷۳ (به انگلیسی: 12373 Lancearmstrong، نامگذاری:1994JE9) دوازده هزار و سیصد و هفتاد و سومین سیارک کشف شده‌است که در ۱۵ مه ۱۹۹۴ کشف شد.
قدر مطلق سیارک برابر ۲۱٫۴ است.